# Braydon
Braydon – wieś w Anglii, w hrabstwie Wiltshire. Leży 58 km na północ od miasta Salisbury i 128 km na zachód od Londynu.